# Ѫ
Ѫ (velký jus, minuskule ѫ) je již běžně nepoužívané písmeno cyrilice. Používá pouze v liturgických textech. Písmeno zachycovalo slovanskou nosovku. V polštině mu výslovností odpovídá písmeno Ą.
Nosovka ѫ se postupem času v církevní slovanštině a v nově vznikajících slovanských jazycích transformovala různými způsoby. Nazální komponent ve všech jazycích, s výjimkou polštiny, zmizel a nahradila jej buď dvouhláska ou, nebo prosté u (např. ve slovenštině, či jihoslovanských jazycích).
Písmeno existuje i v jotované variantě jako Ѭ (jotovaný velký jus).
V hlaholici mu odpovídá písmeno Ⱘ.